# Maneto
Maneto är en hundras från Andalusien i Spanien. Den är en jagande pariahund som främst används för jakt på kanin och annat småvilt. Maneton ser ut som en kortbent bassetvariant av Podenco andaluz och skiljer sig från den lilla varianten av den portugisiska Podengo portugues bland annat genom sin långa rygg.  Rasen är nationellt erkänd av den spanska kennelklubben Real Sociedad Canina en España (RSCE).